# Vladimír Galko
Vladimír Galko (5. prosince 1954 Hodonín – 22. února 2019) byl český hokejový obránce.

## Hokejová kariéra
V československé lize hrál za TJ Zetor Brno. Odehrál 3 ligové sezóny, nastoupil v 85 ligových utkáních, dal 11 ligových gólů a měl 14 asistencí. V nižších soutěžích hrál i za TJ Ingstav Brno a TJ Baník Hodonín.

## Klubové statistiky
| Sezona    | Klub                       | Soutěž  | Základní část | Základní část | Základní část | Základní část | Základní část |
| Sezona    | Klub                       | Soutěž  | Z             | G             | A             | B             | TM            |
| --------- | -------------------------- | ------- | ------------- | ------------- | ------------- | ------------- | ------------- |
| 1975/1976 | TJ Baník Hodonín           | 3. liga | 28            | 3             | 11            | 14            | 18            |
| 1976/1977 | TJ Ingstav Brno            | 2. liga | 12            | 1             | 1             | 2             | 14            |
| 1977/1978 | TJ Ingstav Brno            | 2. liga | 43            | 8             | 12            | 20            | 28            |
| 1978/1979 | TJ Ingstav Brno            | 2. liga | 42            | 7             | 16            | 23            | 16            |
| 1979/1980 | TJ Ingstav Brno            | 2. liga | 42            | 3             | 9             | 12            | 18            |
| 1980/1981 | TJ Ingstav Brno            | 2. liga | 40            | 6             | 12            | 18            | 32            |
| 1981/1982 | TJ Zetor Brno              | 1. liga | 37            | 3             | 9             | 12            | 46            |
| 1982/1983 | TJ Zetor Brno              | 1. liga | 39            | 7             | 4             | 13            | 44            |
| 1983/1984 | TJ Zetor Brno              | 1. liga | 9             | 1             | 1             | 2             | 10            |
| 1984/1985 | TJ Lokomotiva Ingstav Brno | 2. liga | 42            | 6             | 8             | 14            | 28            |
| 1985/1986 | TJ Lokomotiva Ingstav Brno | 2. liga | -             | -             | -             | -             | -             |
| 1986/1987 | TJ Lokomotiva Ingstav Brno | 2. liga | 37            | 15            | 14            | 29            | -             |
| 1987/1988 | TJ Lokomotiva Ingstav Brno | 2. liga | 42            | 12            | 16            | 28            | 32            |
| 1988/1989 | TJ Lokomotiva Ingstav Brno | 2. liga | -             | 3             | -             | -             | -             |